# Kathedrale von Cobán

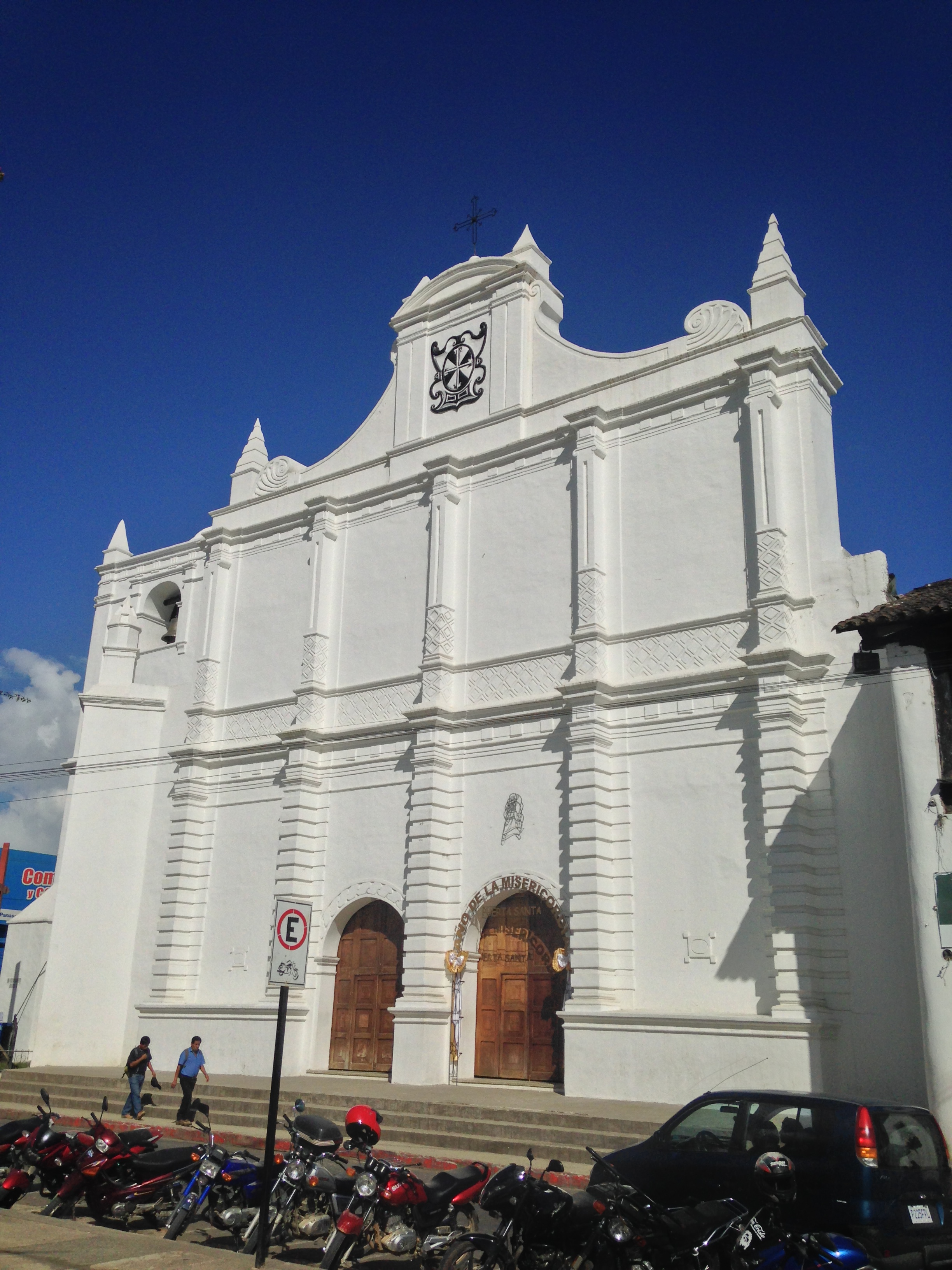
Kathedrale von Cobán

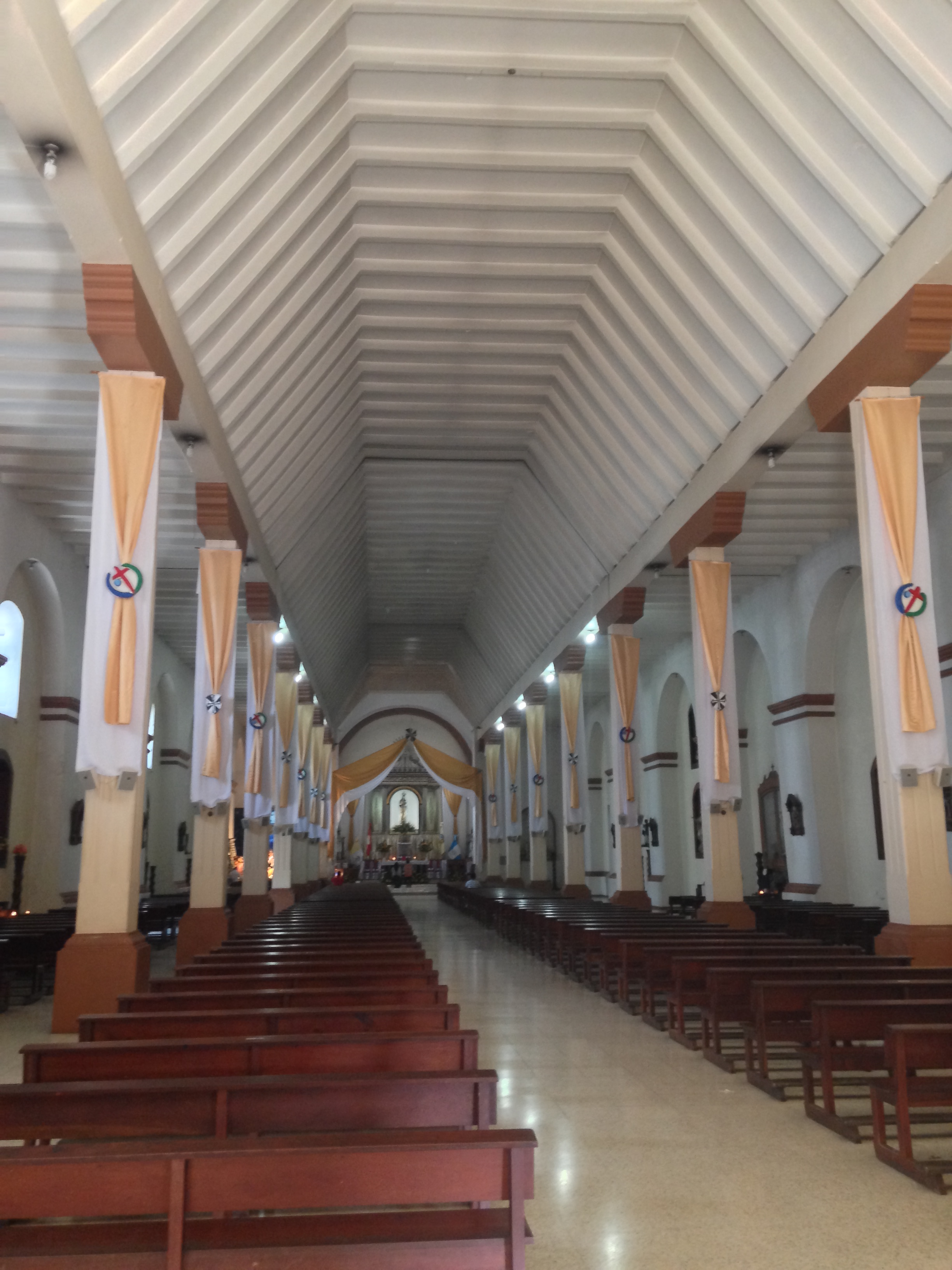
Innenraum

Die Kathedrale von Cobán (spanisch Catedral de Santo Domingo de Guzmán) in der hoch gelegenen Großstadt Cobán in der Sierra de Chamá im Zentrum Guatemalas ist der Sitz des römisch-katholischen Bistums Verapaz.

## Lage
Die Kathedrale steht im Zentrum der Stadt (Parque Central) gegenüber dem Sitz der Stadt- und Gemeindeverwaltung (municipalidad) in einer Höhe von ca. 1320 m.

## Geschichte

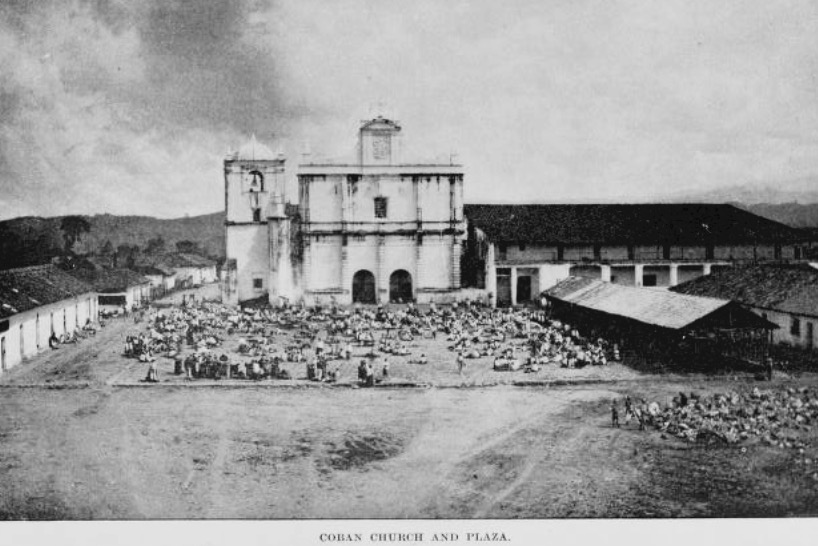
Klosterkirche (1887)

Der Bau der zu einem Dominikaner-Konvent gehörenden Kirche wurde im Jahr 1543 von Fray Melchor de Los Reyes in Auftrag gegeben. Im Jahr 1599 wurde ein nur kurz existierendes Bistum (Obispado de las Verapaces) mit dem Dominikanermönch Fray Carlos de Angúlo als erstem Bischof eingerichtet. Nach Beschädigungen wurde die Kirche in den Jahren 1741, 1799 und 1965 erneuert, wobei die Fassade weitgehend erhalten blieb. Papst Pius XI. gründete im Jahr 1935 das Bistum Verapaz; aus der ehemaligen Klosterkirche wurde eine Kathedrale.

## Architektur
Die zweiportalige Fassade ist durch Wandvorlagen in vier Teile gegliedert; darüber befindet sich ein geschwungener Giebel mit seitlichen Türmchen. Links neben der Fassade befindet sich der überkuppelte Glockenturm (campanario).
Das Innere der Kirche ist durch schmucklose Pfeiler in drei Schiffe unterteilt. Das Mittelschiff wird von einem trapezförmigen „Gewölbe“ überspannt, das entfernt an ein Maya-Gewölbe erinnert; die Seitenschiffe sind flachgedeckt. Fenster befinden sich nur auf der Nordseite.

## Kreuzgang
Auf der Südseite der Kathedrale befindet sich ein doppelgeschossiger Kreuzgang (claustro).